# Jonathan Ive
Pour les articles homonymes, voir Ive.
Jonathan Paul Ive, couramment appelé Jony Ive, né le 27 février 1967 à Londres, est un designer industriel américano-britannique. Membre de la direction d'Apple en tant que Chief Design Officer, il était à la tête de l'équipe responsable du design des produits de 1996 jusqu'en 2019, et est devenu l'un des designers contemporains les plus reconnus. Steve Jobs, cofondateur et PDG d'Apple jusqu'en 2011, le surnommait Jony. Influencé par Dieter Rams, célèbre designer de Braun connu pour son approche minimaliste, il défend un design épuré centré sur la fonction. Il quitte Apple en 2019 pour devenir consultant indépendant, et est recruté par la suite par la famille Agnelli pour collaborer avec l'entreprise Ferrari en 2021

## Jeunesse et étude
Ive est né dans une banlieue de Londres le 27 février 1967. Son père est un artisan qui enseigne à l'université du Middlesex. Tout comme son futur mentor Steve Jobs, Ive est diagnostiqué d'un trouble dyslexique. Durant ses études secondaires, Ive était passionné par les voitures et c'est cet intérêt qui le pousse à devenir designer.
Ive étudie le design à l'université de Northumbria (alors École polytechnique de Newcastle) où il remporte par deux fois le prix étudiant de la Royal Society of Arts.

## Carrière

### Apple
Après l'obtention de son diplôme, il commence sa carrière au sein de la firme londonienne Tangerine Design. Pour le compte de Tangerine, il se rend chez Apple afin de participer à la conception du premier ordinateur portable de la gamme PowerBook en tant que consultant,. Ive est finalement recruté par Apple en 1992 et s'installe en Californie. À partir de 1996 il remplace Robert Brunner à la tête de l'équipe de design industriel. Sous sa direction il réalise notamment le design de l'eMate et du 20th Anniversary Macintosh. Ive regrette néanmoins que le design ne constitue plus une priorité pour la firme, qui est en proie à des difficultés financières. Sous la pression du marché, Apple propose des ordinateurs d'entrée de gamme dont il juge le design banal.
Lors de son retour chez Apple, Steve Jobs tente de recruter des designers, dont l'Allemand Richard Sapper, avant de reconnaître la compétence de l'équipe en place, qu'il considère bientôt comme l'un des « joyaux » de l'entreprise. Le design forme une part importante dans la stratégie du nouveau CEO et Jonathan Ive devient l’un des principaux dirigeants d'Apple. Il est nommé vice-président chargé du design industriel en 1998, puis vice-président senior en 2005. Avec son équipe il réalise le design des ordinateurs Macintosh et de leurs périphériques, ainsi que des baladeurs iPod et de l'iPhone.
Jonathan Ive est docteur honoraire de l'université des arts de Londres et de la Northumbria University. Élisabeth II lui décerne le titre de commandeur de l’ordre de l'Empire britannique sur la liste des honneurs du nouvel an 2006.
En 2010, lors de la WWDC, Steve Jobs inaugure le service FaceTime en faisant une vidéo conférence avec Ive.
Le 1er janvier 2012, il est anobli en étant promu chevalier commandeur de l'ordre de l'Empire britannique par la reine de Royaume-Uni pour services rendus au design et à l'entreprise.
Fin octobre 2012, Jonathan Ive est promu Senior Vice Président du Design à la suite du départ de Scott Forstall. Il prend ainsi le contrôle de la division graphique d'iOS et d'OS X, avec comme rôle d'uniformiser et de moderniser l'interface des deux systèmes d'exploitation. À la suite du départ à la retraite de Greg Christie en avril 2014, Jony Ive prend les pleins pouvoirs au sein de l'équipe responsable du design logiciel.
Fin mai 2015, Jony Ive est promu chef de la direction du design (Chief Design Officer), poste qui n’existait pas auparavant au sein d’Apple et qui a été créé pour lui. Il va laisser Richard Howarth qui devient le vice-président responsable du design des produits d’Apple et Alan Dye qui sera vice-président responsable de l’interface utilisateur.
En juin 2016, il reçoit deux nouvelles distinctions : un doctorat d'honneur lié au design par l'université de Cambridge, puis la semaine suivante un doctorat d'honneur décernée par l'université d'Oxford. Il n'est en général pas présent physiquement lors des keynote de présentation des nouveaux produits Apple, mais les vidéos explicatives les présentant à ces occasions sont à chaque fois commentées par lui. Il quitte Apple en 2019 pour devenir consultant indépendant, et est recruté par la suite par la famille Agnelli pour collaborer avec l'entreprise Ferrari en 2021

### Love From
En juin 2019, Apple annonce par le biais d'un communiqué de presse que Jonathan Ive quittera l'entreprise à la fin de l'année pour fonder son propre cabinet de design, Love From. Ce nouveau cabinet sera partenaire d'Apple et comptera l'entreprise comme son principal client. Jonathan Ive explique alors qu'« après près de 30 ans et d’innombrables projets, je suis très fier du travail accompli pour créer une équipe de design, un processus et une culture chez Apple qui est sans équivalent - Aujourd’hui [l'entreprise] est plus forte, plus vibrante et plus talentueuse que jamais dans l’histoire d’Apple. L’équipe va certainement prospérer sous l’excellente direction d’Evans, Alan et Jeff qui ont été mes plus proches collaborateurs. (…) et j’ai hâte de travailler avec eux pendant de nombreuses années à venir. »
Jonathan Ive explique qu'il s'est inspiré d'une discussion avec Steve Jobs il y a quelques années pour choisir le nouveau nom de son cabinet, précisant que Jobs avait dit « que l'une des motivations fondamentales était que lorsque vous faites quelque chose avec amour et soin, même si vous ne rencontrerez probablement jamais les gens pour qui vous le faites, et vous ne leur serrerez jamais la main, en faisant quelque chose avec soin, vous exprimez votre gratitude à l'humanité, aux espèces ».
Love From et Ive ont affirmé au Financial Times avoir l'intention de recruter l'un des designers d'Apple, Marc Newson, qui est également un collaborateur très proche d'Ive de longue date. Ensemble, ils entendent poursuivre le travail qu'ils ont commencé chez Apple. « C'est vraiment le point culminant de ce que j'ai appris et de ce que j'ai l'intention de continuer à apprendre au cours des 30 dernières années. Il s'agira [Love From] d'une sélection de créatifs du monde entier, issus de domaines d'expertise très divers » a déclaré Jony Ive au Financial Times.

## Distinctions
Durant les années 2000, ses réalisations remportent de nombreuses récompenses, notamment aux Industrial Design Excellence Awards, D&AD Awards,, iF product design awards, et Red dot design awards,.
En 2002, le Design Zentrum Nordrhein Westfalen décerne le prix honoraire de design team of the year à l'équipe de design industriel d'Apple, au fil des années Ive reçoit également de nombreuses distinctions individuelles.
En 2003 la Royal Society of Arts lui remet le titre de Royal Designer for Industry, et il est nommé designer de l’année par le Design Museum de Londres.
En 2005, il remporte le prix du président de l'association britannique Design and Art Direction et la médaille de la Royal Academy of Engineering.
En 2007 il reçoit le National Design Award dans la catégorie design produit. Jonathan Ive est aussi distingué par la presse. Ainsi, en 2004, il est nommé « personnalité culturelle britannique la plus influente » par un jury de designers et journalistes rassemblé par la chaîne de télévision BBC 3. Il figure à la troisième place dans la liste des vingt-cinq cadres britanniques ayant le mieux réussi aux États-Unis établie en 2005 par le Sunday Times.
En 2006 il apparaît dans la liste des créateurs les plus influents établie par le magazine Advertising Age.

## Vie privée
Jonathan Ive est marié depuis 1987 avec Heather Pegg, qu'il a rencontrée au lycée. Il est le père de jumeaux. La famille réside dans le district de Pacific Heights, à San Francisco.

## Principales réalisations[39]
- 1998 : iMac G3
- 2000 : G4 Cube
- 2001 : iPod
- 2001 : PowerBook G4
- 2002 : iMac G4
- 2003 : PowerMac G5
- 2005 : iPod Shuffle
- 2005 : Mac Mini
- 2007 : iPhone
- 2008 : MacBook Air
- 2010 : iPad
- 2012 : iPad Mini
- 2013 : iOS 7
- 2014 : Apple Watch
- 2015 : iPad Pro
- 2016 : MacBook Pro
- 2019 : Mac Pro